# Weltära
Der Begriff Weltära beschreibt eine Zeitrechnung, bei der die Jahre der Welt von ihrer Erschaffung an gezählt werden.

## Geschichte
Christliche Weltären wurden seit dem 3. Jh. berechnet, zuerst wahrscheinlich durch Sextus Iulius Africanus, und später besonders im byzantinischen Kulturkreis verwendet.

### Grundlagen
Die Grundlage dazu bilden die Ideen des christlichen Chiliasmus, der auf folgenden Prämissen beruht:
- Die Welt ist in sieben Tagen erschaffen worden, also dauert sie auch sieben Tage.
- Weil es in der Bibel heißt „tausend Jahre sind vor dir wie ein Tag“ (Psalm 90,4 EU), dauert die Welt siebentausend Jahre.
- Davon ist der letzte Tag ab dem Jahr 6001 Gottes Reich, entsprechend dem letzten Tag der Schöpfung, dem Sabbat, aber vorher kommt im Jahr 6000 der Antichrist und das Ende unserer Welt.
- Christus kommt einen halben Tag zuvor im Jahr 5500 auf die Welt.

### Synchronisierung
Auf dieser Grundlage wurde mit den unklaren und oft widersprüchlichen Zahlenangaben des Alten Testaments solange gerechnet, bis die Geburt Christi ins Jahr 5500 fiel. Hauptproblem ist dabei die Synchronisierung mit den anderen Elementen der (christlichen) Zeitrechnung:
- Das Osterdatum wiederholt sich im julianischen (nicht im gregorianischen) Kalender nach dem Produkt von Woche × Schaltjahr × Mondzyklus (der Wiederkehr des Vollmonds zum selben Datum nach 235 Mondmonaten), also alle 7 × 4 × 19 = 532 Jahre. Der Beginn einer Ära soll möglichst mit dem Beginn eines solchen Zyklus zusammenfallen, auch wenn es Ostern vor Christus gar nicht geben kann.
- Der Beginn einer Ära soll möglichst auch mit dem Beginn des Indiktionenzyklus von 15 Jahren zusammenfallen.

Diese Vorgaben waren jedoch gleichzeitig nicht zu erfüllen. Für die Weltären gab es zunächst folgende konkurrierende Ansetzungen:
- Die Jüdische Ära Anno Mundi beginnt mit dem 6. Oktoberjul. /6. Septembergreg. 3761 v. Chr.
- Die Jahreszählung der Freimaurer Anno Lucis beginnt im Jahr 4000 v. Chr., da sie davon ausgehen, dass in diesem Jahr die Welt erschaffen wurde.
- Die alexandrinische Ära wurde von Panodoros von Alexandria in Ägypten im späten 4. oder frühen 5. Jh. n. Chr. berechnet. Sie beginnt mit dem 19. März oder 29. August 5492 v. Chr.
- Die sogenannte protobyzantinische Ära beginnt mit dem 1. September 5509 v. Chr. und wird z. B. im Chronicon Paschale verwendet.
- Die byzantinische Ära Annus mundi beginnt mit dem 1. September 5508 v. Chr. und passt als einzige auch zur Indiktion.
- Die Autoren Eusebios von Kaisareia und Hieronymus datierten die Schöpfung in das Jahr 5199 v. Chr. Dieser Ära folgen u. a. das Martyrologium Romanum oder die irischen Annalen der vier Meister.

Einige Chroniken, wie die des Johannes Malalas, verwenden auch weitere, sonst nicht bezeugte Ären.

### Verwendung
Die byzantinische Ära setzte sich ab dem späten 7. Jh. allgemein durch, doch wird noch in den Weltchroniken des Georgios Synkellos und des Theophanes die alexandrinische Ära verwendet, die 16 Jahre von der byzantinischen und 17 Jahre von der protobyzantinischen Ära abweicht.
In Chroniken, zur Datierung von Urkunden usw. wird später durchweg die byzantinische Ära benutzt. Die parallele Verwendung mehrerer Ären führt aber dazu, dass Nachrichten bei der Übernahme aus älteren Chroniken manchmal ins falsche Jahr eingeordnet oder in verschiedenen Jahren mehrfach gebracht werden.
Die Weltären wurden erst zu einem Zeitpunkt wirklich üblich, als das Ende der Welt nach ihrer Rechnung schon hätte eingetreten sein müssen. Die heftigen Unruhen besonders in der Regierungszeit des Kaisers Anastasios I. (491–518) sind unter anderem dadurch erklärlich, dass ihr Beginn ins Jahr 6000 der protobyzantinischen Ära fiel und er deshalb vielfach mit dem Antichrist identifiziert wurde.
In den slawischen orthodoxen Ländern blieb die byzantinische Weltära noch über das Ende des byzantinischen Reichs 1453 hinaus üblich und wurde in Russland erst durch Zar Peter den Großen abgeschafft.